# Miranda do Corvo
Miranda do Corvo é uma vila portuguesa do distrito de Coimbra, tendo pertencido à antiga província da Beira Litoral, estando atualmente inserida na sub-região Região de Coimbra (NUT III) da Região Centro (NUT II), com cerca de 7 614 habitantes.
É sede do Município de Miranda do Corvo que tem 126,38 km² de área e 13 098 habitantes (2011), subdividido em 4 freguesias. O município é limitado a nordeste pelo município de Vila Nova de Poiares, a leste pela Lousã, a sueste por Figueiró dos Vinhos, a sudoeste por Penela, a oeste por Condeixa-a-Nova e a noroeste por Coimbra. O território do município de Miranda do Corvo é atravessado pelo Rio Ceira, pelo Rio Dueça ou Corvo e pelo Rio Alheda.
Recebeu foral de D. Afonso Henriques a 19 de Novembro de 1136.

## Freguesias

Freguesias do município de Miranda do Corvo.

O Municipio de Miranda do Corvo está dividido em 4 freguesias:
- Lamas
- Miranda do Corvo
- Semide e Rio Vide
- Vila Nova

## Património
- Santuário do Senhor da Serra
- Santuário de Nossa Senhora da Piedade de Tábuas
- Pelourinho de Miranda do Corvo
- Convento de Santa Maria de Semide
- Aldeia de Xisto do Gondramaz
- Igreja Matriz de Miranda do Corvo/Calvário
- Castelo/Sepulturas Medievais
- Capela da Nossa Senhora da Boa Morte

## Cultura
- Mosteiro de Santa Maria de Semide
- Santuário do Senhor da Serra - Semide
- Casa das Artes
- Biblioteca Municipal Miguel Torga
- Parque biológico da Serra da Lousã
- Museu Vivo de Artes e Ofícios
- Museu da Tanoaria
- Templo Ecuménico

## Gastronomia
O município de Miranda do Corvo dispõe atualmente de um leque de produtos que já se afirmaram no mercado regional e nacional: Chanfana de Cabra Velha, Nabada, Vinho de Lamas, Jeropiga de Moinhos e Mel com Denominação de Origem Protegida (DOP) “Serra da Lousã”.

## Personalidades ilustres
- José Augusto Fernandes (1964 - 2020) - Bombeiro e árbitro
- Tozé Marreco (n. 1987) - Treinador de futebol
- José Falcão (1841 - 1893) - Professor e político republicano

## Política

### Eleições autárquicas[7]
| Data | %       | V       | %     | V     | %       | V       | %              | V            | %              | V       | %    | V   | %              | V       | %    | V  | %              | V  | Participação |                |
| Data | PPD/PSD | PPD/PSD | PS    | PS    | CDS-PP  | CDS-PP  | FEPU/APU/CDU   | FEPU/APU/CDU | AD             | AD      | PPM  | PPM | PSD-CDS        | PSD-CDS | BE   | BE | CH             | CH | Participação |                |
| ---- | ------- | ------- | ----- | ----- | ------- | ------- | -------------- | ------------ | -------------- | ------- | ---- | --- | -------------- | ------- | ---- | -- | -------------- | -- | ------------ | -------------- |
| Data | 1976    | 45,21   | 3     | 40,63 | 2       | 5,21    | -              | 2,85         | -              |         |      |     |                |         |      |    |                |    |              | 49,38 / 100,00 |
| 1979 | AD      | AD      | 37,50 | 2     | AD      | AD      | 6,02           | -            | 53,43          | 3       | AD   | AD  | 61,26 / 100,00 |         |      |    |                |    |              |                |
| 1982 | AD      | AD      | 36,33 | 2     | AD      | AD      | 5,41           | -            | 52,96          | 3       | AD   | AD  | 62,70 / 100,00 |         |      |    |                |    |              |                |
| 1985 | 64,44   | 4       | 26,96 | 1     |         |         | 4,79           | -            |                |         |      |     | 57,52 / 100,00 |         |      |    |                |    |              |                |
| 1989 | 47,10   | 3       | 42,76 | 2     | 5,93    | -       | 63,42 / 100,00 |              |                |         |      |     |                |         |      |    |                |    |              |                |
| 1993 | 35,37   | 3       | 56,00 | 4     | 1,86    | -       | 3,16           | -            | 70,02 / 100,00 |         |      |     |                |         |      |    |                |    |              |                |
| 1997 | 34,89   | 3       | 55,33 | 4     | 2,07    | -       | 3,60           | -            | 67,02 / 100,00 |         |      |     |                |         |      |    |                |    |              |                |
| 2001 | 47,71   | 4       | 43,31 | 3     |         |         | 5,27           | -            | 68,17 / 100,00 |         |      |     |                |         |      |    |                |    |              |                |
| 2005 | CDS-PP  | CDS-PP  | 41,38 | 3     | PPD/PSD | PPD/PSD | 2,67           | -            | 51,48          | 4       | 1,46 | -   | 69,98 / 100,00 |         |      |    |                |    |              |                |
| 2009 | CDS-PP  | CDS-PP  | 43,89 | 3     | PPD/PSD | PPD/PSD | 2,59           | -            | 48,53          | 4       | 2,26 | -   | 65,14 / 100,00 |         |      |    |                |    |              |                |
| 2013 | CDS-PP  | CDS-PP  | 47,67 | 4     | PPD/PSD | PPD/PSD | 8,43           | -            | 37,34          | 3       | 1,97 | -   | 61,26 / 100,00 |         |      |    |                |    |              |                |
| 2017 | CDS-PP  | CDS-PP  | 51,01 | 4     | PPD/PSD | PPD/PSD | 6,59           | -            | 36,30          | 3       | 2,68 | -   | 62,97 / 100,00 |         |      |    |                |    |              |                |
| 2021 | 40,77   | 3       | 45,41 | 4     | 1,23    | -       | 5,16           | -            | PPD/PSD        | PPD/PSD |      |     | 2,06           | -       | 1,80 | -  | 60,59 / 100,00 |    |              |                |

### Eleições legislativas
| Data | %     | %     | %    | %    | %     | %     | %        | %     | %    | %     | %    | %   | %       | % | %  | %  |
| Data | PS    | PSD   | CDS  | PCP  | UDP   | AD    | APU/ CDU | FRS   | PRD  | PSN   | BE   | PAN | PSD CDS | L | CH | IL |
| ---- | ----- | ----- | ---- | ---- | ----- | ----- | -------- | ----- | ---- | ----- | ---- | --- | ------- | - | -- | -- |
| 1976 | 39,34 | 36,19 | 7,44 | 2,71 | 1,12  |       |          |       |      |       |      |     |         |   |    |    |
| 1979 | 37,76 | AD    | AD   | APU  | 0,91  | 47,60 | 5,77     |       |      |       |      |     |         |   |    |    |
| 1980 | FRS   | AD    | AD   | APU  | 0,70  | 48,18 | 5,31     | 37,63 |      |       |      |     |         |   |    |    |
| 1983 | 47,40 | 32,48 | 7,87 | APU  | 0,65  |       | 5,47     |       |      |       |      |     |         |   |    |    |
| 1985 | 34,23 | 29,82 | 6,40 | APU  | 0,66  | 6,07  | 15,63    |       |      |       |      |     |         |   |    |    |
| 1987 | 32,24 | 50,39 | 3,53 | CDU  | 0,32  | 3,65  | 3,35     |       |      |       |      |     |         |   |    |    |
| 1991 | 39,33 | 50,87 | 1,94 | CDU  |       | 2,45  | 0,53     | 1,11  |      |       |      |     |         |   |    |    |
| 1995 | 54,90 | 34,99 | 3,92 | CDU  | 0,58  | 2,01  |          | 0,28  |      |       |      |     |         |   |    |    |
| 1999 | 53,67 | 33,82 | 3,85 | CDU  |       | 4,06  |          | 1,07  |      |       |      |     |         |   |    |    |
| 2002 | 47,47 | 38,45 | 4,98 | CDU  | 3,80  | 1,71  |          |       |      |       |      |     |         |   |    |    |
| 2005 | 53,54 | 28,54 | 4,00 | CDU  | 3,96  | 4,93  |          |       |      |       |      |     |         |   |    |    |
| 2009 | 43,90 | 27,89 | 7,48 | CDU  | 4,20  | 10,36 |          |       |      |       |      |     |         |   |    |    |
| 2011 | 34,43 | 38,96 | 7,24 | CDU  | 5,36  | 5,61  | 1,04     |       |      |       |      |     |         |   |    |    |
| 2015 | 38,58 | CDS   | PSD  | CDU  | 6,21  | 11,45 | 0,69     | 34,39 | 0,26 |       |      |     |         |   |    |    |
| 2019 | 47,58 | 23,31 | 2,35 | CDU  | 4,58  | 10,10 | 2,87     |       | 0,57 | 0,72  | 0,43 |     |         |   |    |    |
| 2022 | 54,11 | 25,42 | 1,12 | CDU  | 2,86  | 4,24  | 0,85     | 0,54  | 4,69 | 2,60  |      |     |         |   |    |    |
| 2024 | 39,88 | AD    | AD   | CDU  | 26,49 | 2,68  | 4,47     | 1,54  | 1,91 | 14,55 | 3,15 |     |         |   |    |    |

## Evolução da População do Município
| Número de habitantes | Número de habitantes | Número de habitantes | Número de habitantes | Número de habitantes | Número de habitantes | Número de habitantes | Número de habitantes | Número de habitantes | Número de habitantes | Número de habitantes | Número de habitantes | Número de habitantes | Número de habitantes | Número de habitantes | Número de habitantes |
| -------------------- | -------------------- | -------------------- | -------------------- | -------------------- | -------------------- | -------------------- | -------------------- | -------------------- | -------------------- | -------------------- | -------------------- | -------------------- | -------------------- | -------------------- | -------------------- |
| 1864                 | 1878                 | 1890                 | 1900                 | 1911                 | 1920                 | 1930                 | 1940                 | 1950                 | 1960                 | 1970                 | 1981                 | 1991                 | 2001                 | 2011                 | 2021                 |
| 10 453               | 11 471               | 12 643               | 12 751               | 14 206               | 13 455               | 12 608               | 13 558               | 13 822               | 12 810               | 12 013               | 12 231               | 11 674               | 13 069               | 13 098               | 12 002               |

(Obs.: Número de habitantes "residentes", ou seja, que tinham a residência oficial neste município à data em que os censos  se realizaram.)
De acordo com os dados do INE o distrito de Coimbra registou em 2021 um decréscimo populacional na ordem dos 5.0% relativamente aos resultados do censo de 2011. No concelho de Miranda do Corvo esse decréscimo rondou os 8.3%. 
| Número de habitantes por Grupo Etário | Número de habitantes por Grupo Etário | Número de habitantes por Grupo Etário | Número de habitantes por Grupo Etário | Número de habitantes por Grupo Etário | Número de habitantes por Grupo Etário | Número de habitantes por Grupo Etário | Número de habitantes por Grupo Etário | Número de habitantes por Grupo Etário | Número de habitantes por Grupo Etário | Número de habitantes por Grupo Etário | Número de habitantes por Grupo Etário | Número de habitantes por Grupo Etário | Número de habitantes por Grupo Etário |
| ------------------------------------- | ------------------------------------- | ------------------------------------- | ------------------------------------- | ------------------------------------- | ------------------------------------- | ------------------------------------- | ------------------------------------- | ------------------------------------- | ------------------------------------- | ------------------------------------- | ------------------------------------- | ------------------------------------- | ------------------------------------- |
|                                       | 1900                                  | 1911                                  | 1920                                  | 1930                                  | 1940                                  | 1950                                  | 1960                                  | 1970                                  | 1981                                  | 1991                                  | 2001                                  | 2011                                  | 2021                                  |
| 0-14 Anos                             | 4 141                                 | 4 474                                 | 3 808                                 | 3 749                                 | 3 928                                 | 3 827                                 | 3 221                                 | 2 750                                 | 2 792                                 | 2 171                                 | 2 100                                 | 1 829                                 | 1 288                                 |
| 15-24 Anos                            | 2 080                                 | 2 271                                 | 2 344                                 | 2 228                                 | 2 336                                 | 2 366                                 | 2 128                                 | 1 640                                 | 1 873                                 | 1 760                                 | 1 723                                 | 1 397                                 | 1 246                                 |
| 25-64 Anos                            | 4 953                                 | 5 128                                 | 5 235                                 | 5 425                                 | 5 803                                 | 6 253                                 | 6 025                                 | 5 505                                 | 5 609                                 | 5 723                                 | 6 872                                 | 7 052                                 | 6 236                                 |
| = ou > 65 Anos                        | 973                                   | 955                                   | 1 065                                 | 1 244                                 | 1 343                                 | 1 334                                 | 1 436                                 | 1 615                                 | 1 957                                 | 2 020                                 | 2 374                                 | 2 820                                 | 3 232                                 |

(Obs: De 1900 a 1950 os dados referem-se à população "de facto", ou seja, que estava presente no município à data em que os censos se realizaram. Daí que se registem algumas diferenças relativamente à designada população residente)

## Instituições e colectividades
- Fundação ADFP
- Casa do Gaiato
- Associação Abutrica
- Santa Casa da Misericórdia de Semide
- Liga dos amigos do Casal das Cortes